# 2014年2月中國大陸

## 2月1日
- 全国人大常委会办公厅和全国政协办公厅宣布，第十二届全国人民代表大会第二次会议和政协第十二届全国委员会第二次会议，将分别于2014年3月5日和3月3日在北京开幕[1][2][3]。
- 南海天然气水合物富集规律与开采基础研究近日通过验收，建立起中国南海天然气水合物基础研究系统理论[4]。

## 2月4日
- 香港知名演員午馬（本名馮宏源）在凌晨因肺癌過世，享壽71歲[5]。

## 2月6日
- 中国国家主席习近平访问俄罗斯，出席第二十二届冬季奥林匹克运动会开幕式[6]。

## 2月8日
- 中国南极泰山站正式开站，成为中国在南极的第四个正式科学考察站[7]。中共中央总书记、国家主席、中央军委主席习近平向泰山站致信表示热烈祝贺[8]。

## 2月10日
- 2月10日至11日，国务委员杨洁篪以中方特别代表身份，在印度新德里与印方特别代表、国家安全顾问梅农进行中印边界问题特别代表第十七次会晤[9]。

## 2月11日
- 陸委會主任委員王郁琦前往南京市與國臺辦主任張志軍會面， 此為陸委會與國臺辦成立20多年來首次舉行张王会谈[10]。

## 2月12日
- 新疆维吾尔自治区和田地区于田县发生里氏7.3级地震[11]。
- 玉兔号月球车受到陽光照射，成功被喚醒[12]。但先前發生的機構控制異常仍舊存在，有待繼續進行排故[13]。

## 2月13日
- 国家主席习近平在人民大会堂会见匈牙利总理欧尔班·维克多。习近平表示，中匈两国传统友谊深厚。中国人民不会忘记，匈牙利为新中国早期发展建设提供了宝贵帮助[14]。

## 2月17日
- 广东省东莞樟木头圩镇社区居委会主任刘伟强在办公室内烧炭自杀。[15][16]

## 2月18日
- 习近平在钓鱼台国宾馆会见中国国民党荣誉主席连战及台湾各界人士，提出“两岸同胞一家亲”理念，并推动两岸关系和平发展，造福两岸民众，实现“中华民族伟大复兴的中国梦”[17]。

## 2月24日
- 湖南省双峰县地方税务局第三分局局长彭文彬因抑郁症自杀。[18][19]

## 2月25日
- 2月25日至3月1日，国务委员杨洁篪访问法国、英国和荷兰[20]。
- 中国保险行业协会正式发布了《互联网保险行业发展报告》。这是保险业首次编撰完成的行业第一个关于互联网保险发展情况的研究报告[21]。

## 2月26日
- 中国人民银行上海总部召开政策发布会，宣布人民银行在中国（上海）自贸试验区放开小额外币存款利率上限[22][23]，并将在3月1日起实行[24]。这意味着自贸试验区将在中国率先实现外币存款利率的完全市场化[25][26]。

## 2月27日
- 中共中央总书记、国家主席、中央军委主席、中央网络安全和信息化领导小组组长习近平下午主持召开中央网络安全和信息化领导小组第一次会议并发表讲话。中共中央政治局常委、中央网络安全和信息化领导小组副组长李克强、刘云山出席会议[27]。
- 中共中央纪委、监察部网站宣布，山西省委副书记，山西人大常委会第一副主任金道铭涉嫌严重违纪违法，目前正接受组织调查。一个多月前的1月22日，金道铭刚补选为山西省人大常委会第一副主任，距离此次被查仅37天。目前，金道铭是2014年落马的第三位省部级官员，十八大以来被查的第21名省部级官员[28]。
- 2月27日下午，十二届全国人大常委会第七次会议经表决通过了两个决定，分别将9月3日确定为中国人民抗日战争胜利纪念日，将12月13日确定为南京大屠杀死难者国家公祭日[29][30]。

## 2月28日
- 中共中央总书记、国家主席、中央军委主席、中央全面深化改革领导小组组长习近平下午主持召开中央全面深化改革领导小组第二次会议并发表讲话。中共中央政治局常委、中央全面深化改革领导小组副组长李克强、刘云山、张高丽出席会议[31][32]。